# Remmius Palaemon
Quintus Remmius Palaemon (Vicenza, 1e eeuw na Chr.) was een Romeins grammaticus en letterkundige.

## Biografische gegevens
Palaemon leefde onder de regering van de keizers Tiberius en Claudius. Hij werd geboren te Vicenza, en was berucht om zijn arrogantie en zijn verdorven levenswijze, maar zijn ongewone geleerdheid maakte hem befaamd. Als vrijgelatene stichtte hij een school, en hij was de leermeester onder meer van Persius en van Quintilianus.

## Literaire betekenis
De dichter Martialis verwijst naar diens gedichten in zeer gezochte metra, maar belangrijker is dat deze Palaemon als eerste Romein naar het voorbeeld van de Griekse grammaticus Dionysius Thrax een systematische Latijnse grammatica schreef, die op latere grammatici als Charisius, Diomedes en Priscianus van grote invloed geweest is.
Het oorspronkelijke werk bleef niet bewaard, maar valt wel grotendeels te reconstrueren uit dat van Charisius. Van bijzondere betekenis is de door hem voorgestelde indeling van de naamwoorden in verbuigingsklassen (op basis van de uitgang der genitief enkelvoud, op –ae, –i, -is, -ūs of -ei) en van de werkwoorden in vervoegingsklassen (op basis van de uitgang van de 2e persoon enkelvoud van de indicatief praesens, op –as, -es, -ĭs of –īs).
Gerelateerd onderwerp: Latijnse literatuur
- Bibsys: 95001812
- Biblioteca Nacional de España: XX5320342
- Bibliothèque nationale de France: cb13164093s (data)
- CiNii: DA12650772
- Gemeinsame Normdatei: 118788310
- International Standard Name Identifier: 0000 0001 2095 5048
- Library of Congress Control Number: n87800247
- Nationale Bibliotheek van Tsjechië: ola2012737315
- Nationale Bibliotheek van Polen: a0000002398425
- Nederlandse Thesaurus van Auteursnamen: 120366886
- Réseau des bibliothèques de Suisse occidentale: 02-A011827700
- Istituto Centrale per il Catalogo Unico: UFIV076422
- LIBRIS: 280046
- Système universitaire de documentation: 08347062X
- Virtual International Authority File: 307174658
- WorldCat: E39PBJqQy7776VYbPCBgFYM3wC